# Диференційоване внесення
Диференційоване внесення ресурсів (змінні норми внесення (VRA)) — поняття, яке використовується у точному землеробстві і передбачає застосування різних матеріалів (добрива, меліоранти, насіння, ЗЗР) на унікально різних ділянках у полі відповідно до заздалегідь встановленої карти поля, яка розроблена на основі різних типів інформації: ґрунтові відміни, аналіз ґрунту, [Архівовано 16 січня 2018 у Wayback Machine.] карти урожайності, рельєф, карта електропровідністі ґрунту, [Архівовано 1 березня 2018 у Wayback Machine.] NDVI, ділянки за потенціалом тощо.

## Мета
```
Мета застосування змінних норм внесення - оптимізація використання ресурсів та урожайності сільськогосподарських культур в межах поля. Використання потрібної кількості продукту в потрібному місці допомагає ефективно використовувати потенціал кожної неоднорідної ділянки поля та вхідних ресурсів і отримати додатковий економічний ефект.
```

Вперше в Україні почали системно впроваджувати точне землеробство і, зокрема, змінні норми внесення ресурсів (диференційоване внесення) у компанії «Дружба-Нова».

## Типи
У точному землеробстві змінні норми використовують у таких технологіях:
- змінні норми посіву насіння
- Змінна глибина посіву [Архівовано 1 березня 2018 у Wayback Machine.]
- змінні норми внесення добрив
- змінні норми внесення вапна
- змінні норми боротьби з бур'янами
- змінні норми внесення фунгіцидів
- змінний обробіток ґрунту

## Див.також
Бойко Ярослав Іванович

Точне землеробство

Картографування врожаю